# The Ring and the Rajah
The Ring and the Rajah er en britisk stumfilm fra 1914 af Harold M. Shaw.

## Medvirkende
- Edna Flugrath som Edith Blayne
- Arthur Holmes-Gore
- Vincent Clive som Blayne
- Edward O'Neill som Ferak